# Beauce-Centre
Beauce-Centre, conocido hasta 2022 como Robert-Cliche, es un municipio regional de condado (MRC) de Quebec en Canadá. Está ubicado en la región administrativa de Chaudière-Appalaches. La sede y municipio más poblado es Beauceville.

## Geografía

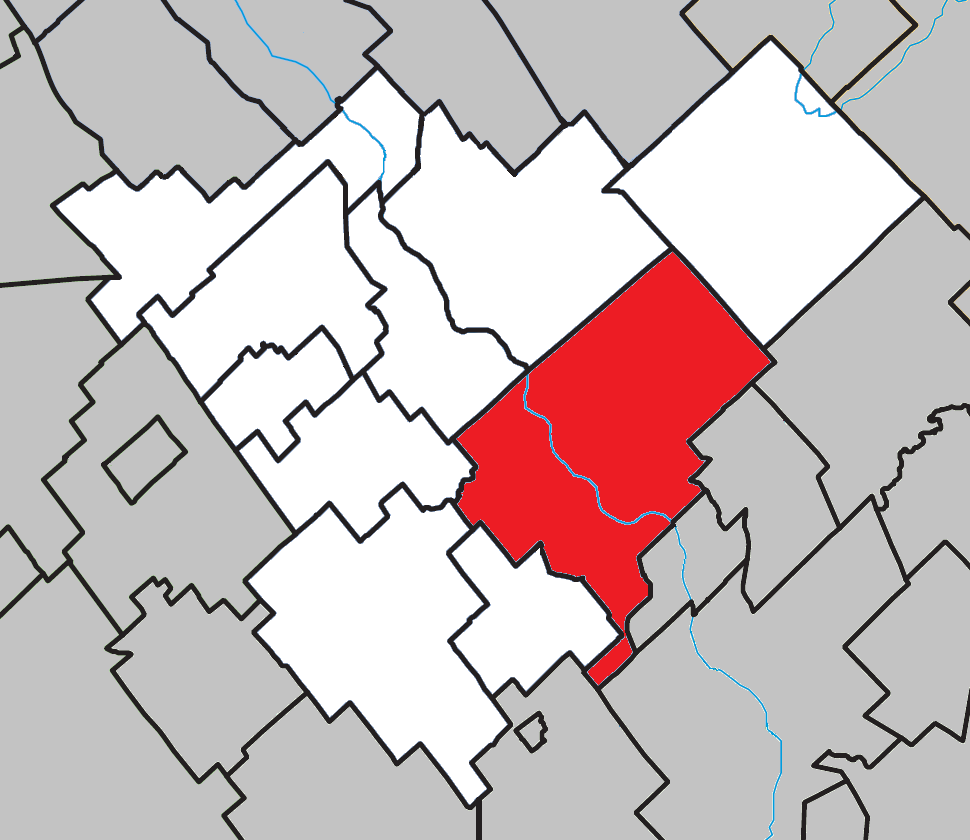
MRC Beauce-Centre, en rojo Beauceville

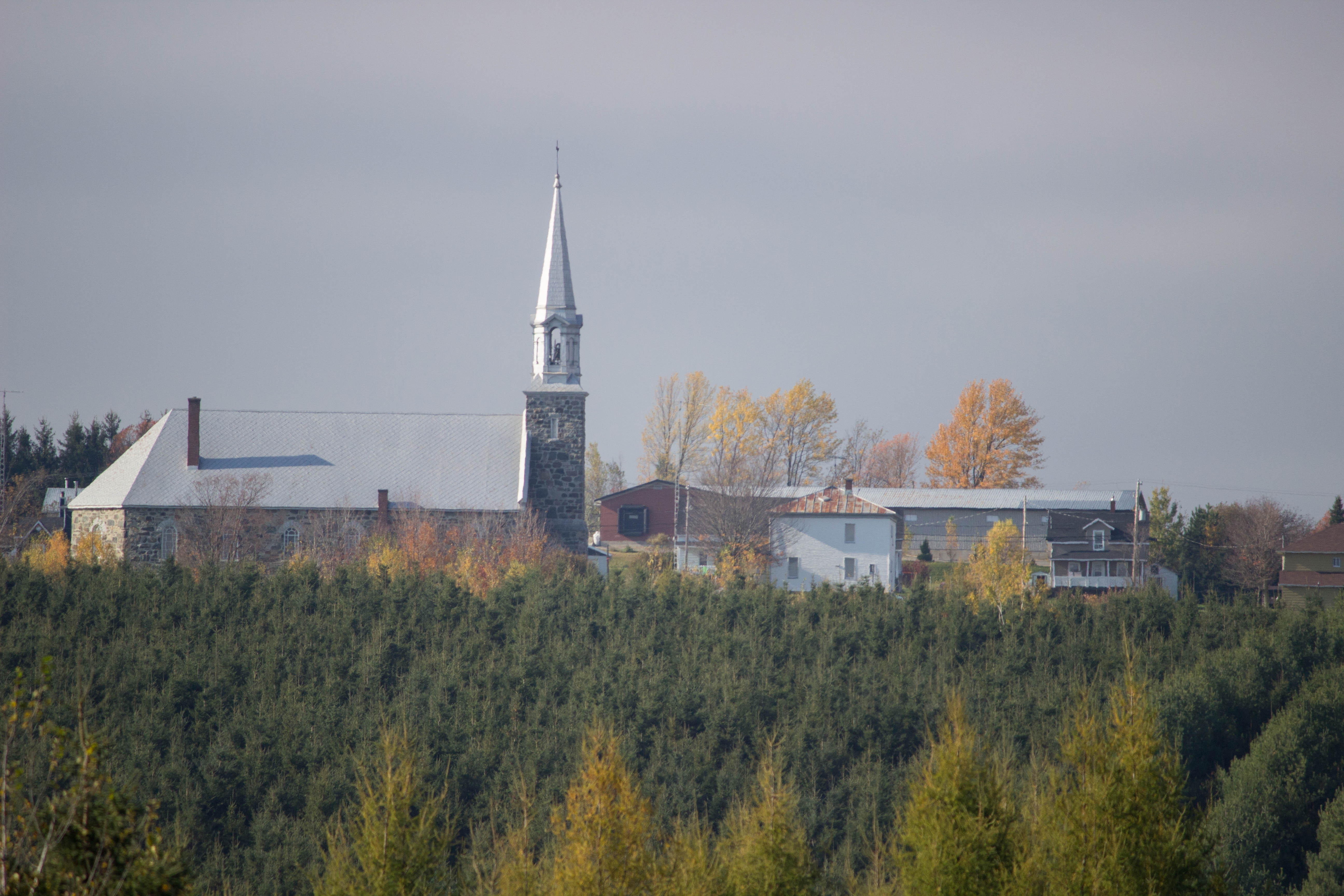
Saint-Alfred

El MRC está ubicado en la parte central de Chaudière-Appalaches, en el valle del río Chaudière, entre Beauce-Sartigan más arriba y Nueva Beauce río abajo. Limita al norte con el MRC de Bellechasse, al este con Les Etchemins, al sureste con Beauce-Sartigan, al suroeste con Les Appalaches, al oeste con Lotbinière y al noroeste con Nueva Beauce. Su superficie total es de 846 km², de los cuales 839 km² son tierra firme. El centro del MRC se encuentra en el valle del Chaudière y más allá están la bandeja y las colinas de Beauce.

## Historia

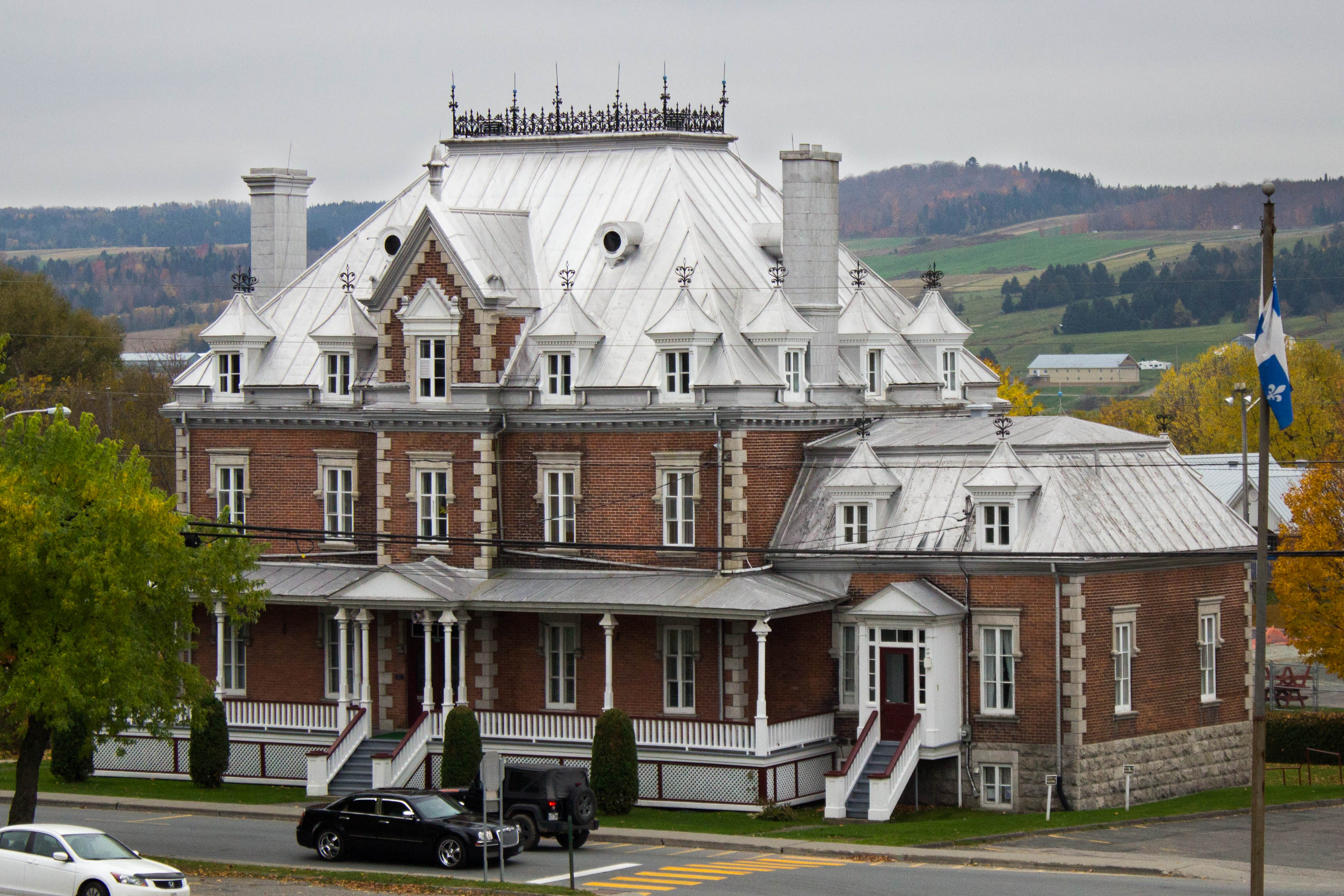
Presbiterio de Saint-Joseph-de-Beauce

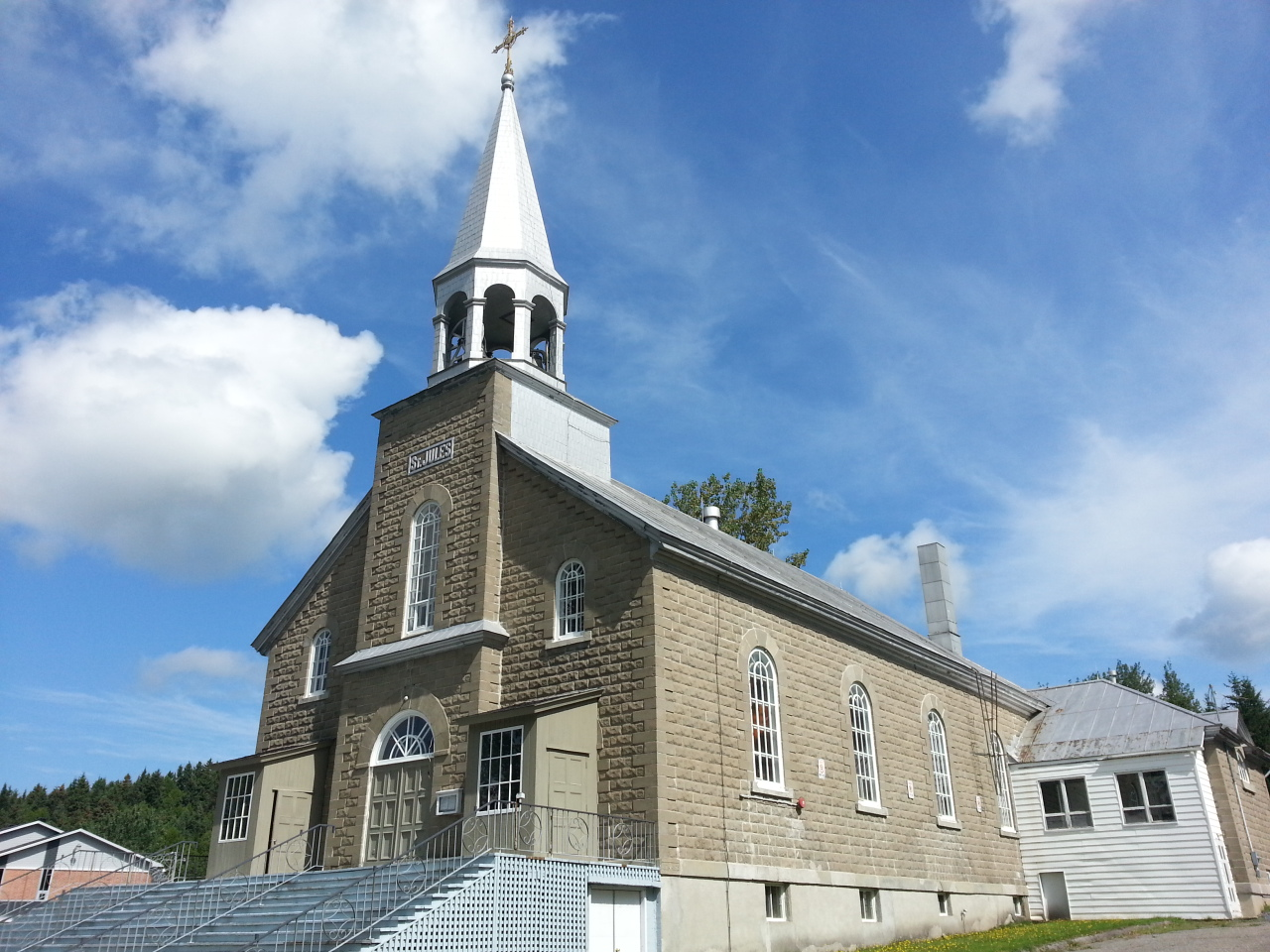
Iglesia Saint-Jules

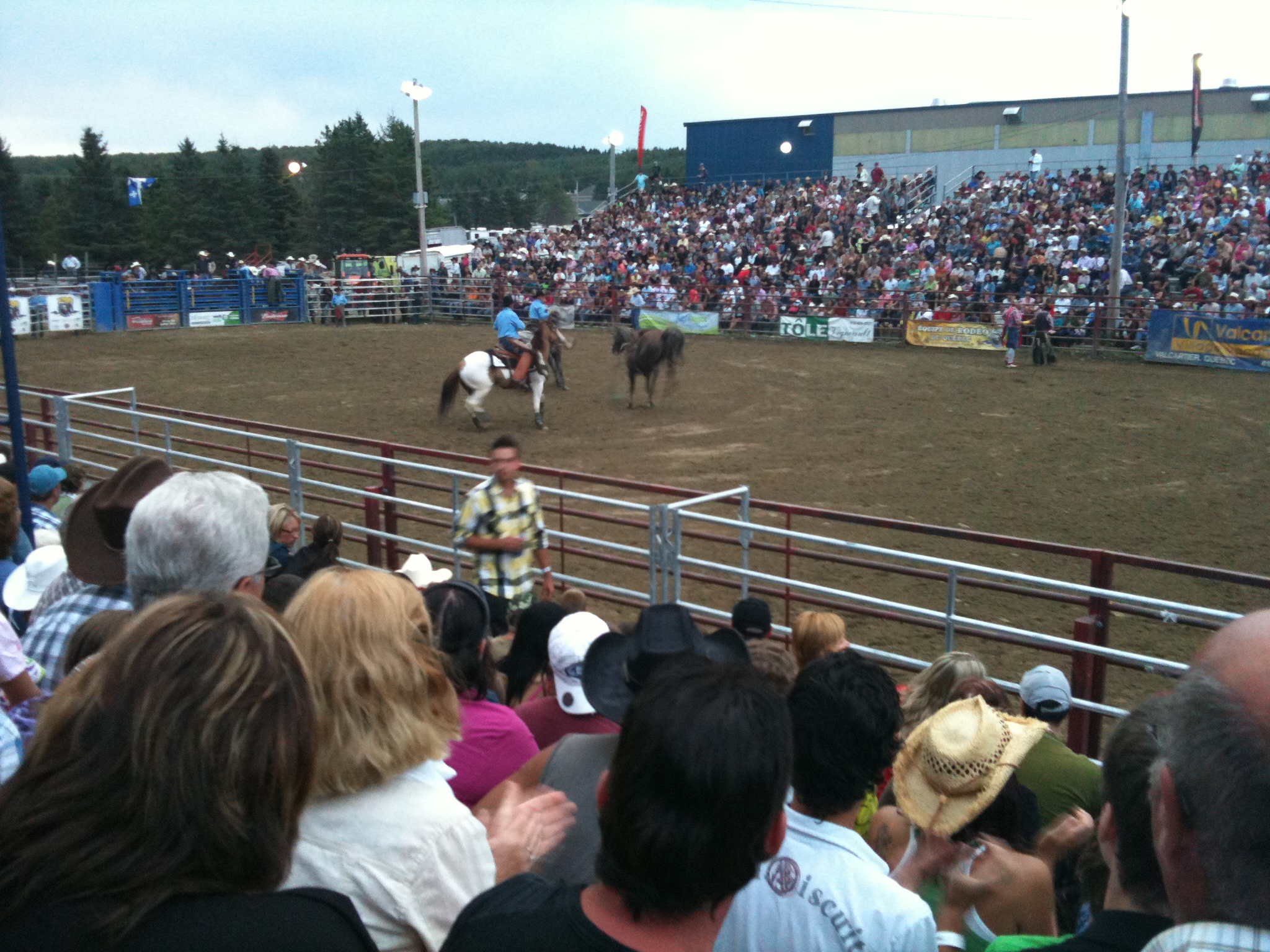
Rodeo en Saint-Victor, 2010

El MRC de Beauce-Centre, constituido en 1982 bajo el nombre de Rober-Cliche, sucedió al antiguo condado de Beauce pero cubrió solamente una parte de su territorio. Su topónimo recordaba Robert Cliche, avocado nacido en la región.
El 30 de julio de 2022, su nombre se cambió oficialmente a Beauce-Centre.

## Política
El prefecto actual (2015) es Jean-Roch Veilleux, alcalde de Saint-Alfred. La garza azulada es el ave oficial del MRC.
El territorio del MRC forma parte de las circunscripciones electorales de Beauce-Nord a nivel provincial y de Beauce a nivel federal.

## Demografía
Según el censo de Canadá de 2011, había 19 288 habitantes en este MRC. La densidad de población era de 23,0 hab./km². La población aumentó de 498 personas (2,7 %) entre 2006 y 2011. En 2011, el número total de inmuebles particulares era de 8532, de los que 7884 estaban ocupados por residentes habituales, los otros siendo desocupados o segundas residencias. La población es en mayoría francófona medio rural medio urbana.
Evolución de la población total, 1991-2015

## Economía

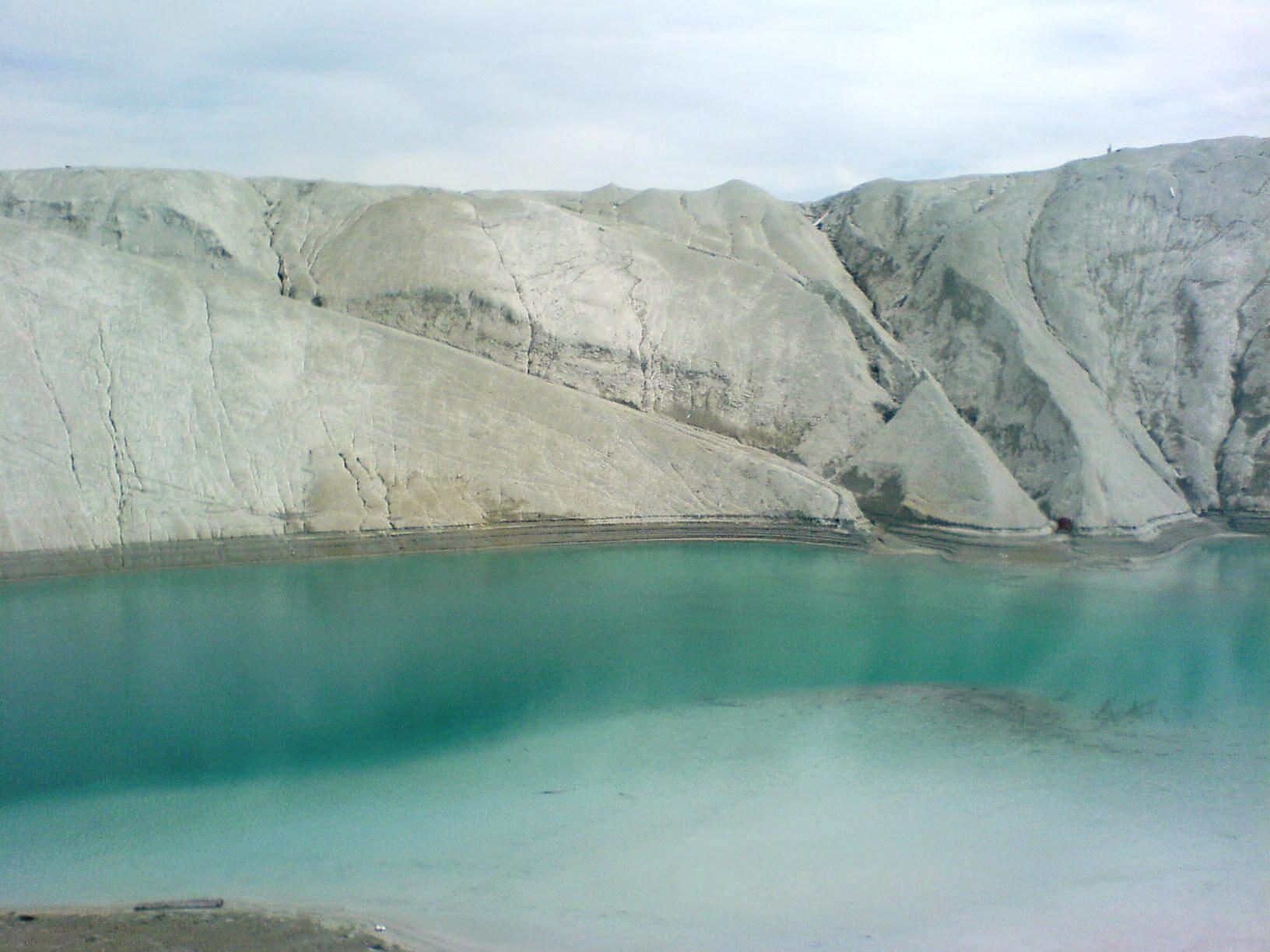
Residuo de amianto en Tring Jonction

La economía local es basada sobre la industria de transformación, particularmente el madera, el vestido y el textil.

## Comunidades locales
Hay 10 municipios en el territorio del MRC de Beauce-Centre.
| Código | Nombre                     | Tipo      | Fecha de constitución | Área total (km²) | Área agua (km²) | Área tierra (km²) | Población 2014 | Gentilicio (en francés) | Densidad (hab./km²) | DT | Número de concejales | CEP         | CEF    |
| ------ | -------------------------- | --------- | --------------------- | ---------------- | --------------- | ----------------- | -------------- | ----------------------- | ------------------- | -- | -------------------- | ----------- | ------ |
| 27008  | Saint-Victor               | Municipio | 31.12.1996            | 121,62           | 2,12            | 119,50            | 2481           | Victorois, e*           | 20,8                | S  | 6                    | Beauce-Nord | Beauce |
| 27015  | Sainte-Alfred              | Municipio | 01.01.1950            | 44,06            | 0,68            | 43,38             | 495            | -                       | 11,4                | S  | 6                    | Beauce-Nord | Beauce |
| 27028  | Beauceville                | Ciudad    | 25.02.1998            | 166,39           | 1,83            | 164,56            | 6418           | Beaucevillois, e*       | 39,0                | D  | 6                    | Beauce-Nord | Beauce |
| 27035  | Saint-Odilon-de-Cranbourne | Parroquia | 01.07.1855            | 130,68           | 0,42            | 130,26            | 1449           | Cranbourniano           | 11,1                | S  | 6                    | Beauce-Nord | Beauce |
| 27043  | Saint-Joseph-de-Beauce     | Ciudad    | 27.01.1999            | 116,12           | 0,81            | 115,31            | 4857           | Joselois,e*             | 42,1                | D  | 6                    | Beauce-Nord | Beauce |
| 27050  | Saint-Joseph-des-Érables   | Municipio | 26.11.1938            | 52,47            | 0,81            | 51,66             | 432            | -                       | 8,4                 | S  | 6                    | Beauce-Nord | Beauce |
| 27055  | Saint-Jules                | Parroquia | 28.05.1919            | 55,83            | 0,05            | 55,78             | 581            | -                       | 10,4                | S  | 6                    | Beauce-Nord | Beauce |
| 27060  | Tring-Jonction             | Pueblo    | 21.11.1918            | 27,34            | 0,21            | 27,13             | 1517           | -                       | 55,9                | S  | 6                    | Beauce-Nord | Beauce |
| 27065  | Saint-Frédéric             | Parroquia | 01.07.1855            | 72,40            | 0,19            | 72,21             | 1101           | Frédéricois, eo         | 15,2                | S  | 6                    | Beauce-Nord | Beauce |
| 27070  | Saint-Séverin              | Parroquia | 24.12.1875            | 58,79            | 0,16            | 58,63             | 275            | -                       | 4,7                 | S  | 6                    | Beauce-Nord | Beauce |
| 270    | Beauce-Centre              | MRC       | 01.01.1982            | 845,70           | 7,28            | 838,42            | 19 606         | -                       | 23,4                | …  | …                    | Beauce-Nord | Beauce |

DT división territorial, D distritos, S sin división; CEP circunscripción electoral provincial, CEF circunscripción electoral federal; * Oficial, ⁰ No oficial